# 300 (historieta)
300 es el título de la novela gráfica de serie limitada publicada originalmente en cinco números, creada por el guionista y dibujante Frank Miller, con la colaboración de Lynn Varley en los colores.
La historia describe la batalla de las Termópilas (480 a. C.), en la que 300 guerreros espartanos trataron de frenar el avance del ejército persa de Jerjes I en su avance hacia la Grecia continental y los sucesos que desembocaron en ella desde la perspectiva del gran Leónidas I, rey de Esparta.

## Argumento
La historia comienza con la llegada a Esparta de un emisario del rey Jerjes I, el cual demanda a la ciudad a rendirse simbólicamente ante el rey persa manteniendo sus privilegios. El rey Leónidas I lo asesina pero no logra la aprobación de los éforos, las corrompidas autoridades religiosas para ir a la guerra. Ante esto, toma a 300 espartanos y marcha al encuentro de las tropas persas en el paso de las Thermópilas, argumentando que le acompañan como "guardia personal". De este modo crea una doble intención, si perece, toda Esparta se levantará en armas y si vence se erigirá como salvador de toda Grecia. Por el camino encontrará el apoyo de tespios y tebanos hasta formar un ejército de unos 7000 soldados.
Ante ellos se presenta Efialtes; guerrero deforme salvado por sus padres del asesinato, a quien Leónidas rechaza como espartano argumentando su incapacidad para elevar el escudo tal y como necesita el sistema de defensa. Una vez situados en el paso de las Termópilas, establecen una recia defensa rechazando todas las fuerzas que envían gracias al estrecho espacio del mismo que no permitía a los persas aprovechar su superioridad numérica; Tras las incesantes acometidas, Efialtes le revela a Jerjes la presencia de un paso oculto mediante el cual los persas logran rodear a los Espartanos.
Jerjes I intenta humillar a Leónidas I una vez más forzándolo a rendirse. Éste arroja al suelo su casco y su escudo, pero mediante un engaño logra arrojar su lanza al propio Jerjes, quien se cree una deidad, consiguiendo desfigurar su rostro. Los espartanos son ajusticiados inmediatamente después.

## Polémica

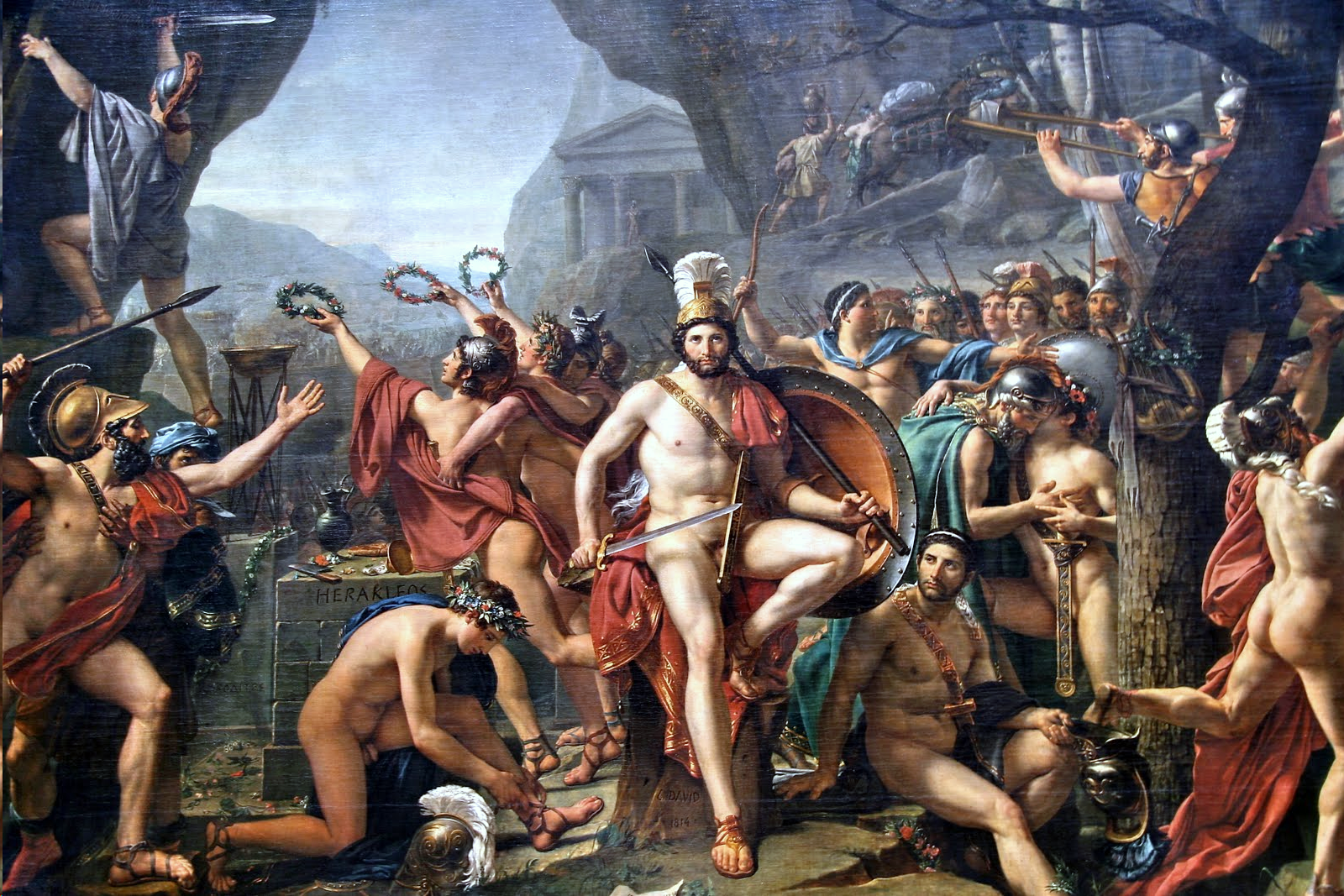
Leónidas I en las Termópilas. Obra de Jacques-Louis David

Tanto el cómic como su adaptación cinematográfica generaron una amplia controversia, acusándose a Frank Miller de retratar a los persas como salvajes, y de imprimir a la obra un fuerte componente xenófobo. Además ha sido criticada por su cuestionable rigor histórico, incluso por otro de los grandes genios del medio, Alan Moore. La película, incluso, fue objeto de polémica internacional con Irán, desde donde se acusaba al film de propaganda del mundo occidental contra el oriental.
Más allá de posibles paralelismos políticos, algunos críticos han planteado preguntas más generales acerca de la ideología del film. El escritor y dibujante de 300, Frank Miller, expresó al respecto de su creación:

Los espartanos eran un pueblo paradójico. Eran los dueños de esclavos más grandes de Grecia. Pero, al mismo tiempo, las mujeres espartanas tenían un nivel inusual de derechos. Es una paradoja que eran un montón de gente que en muchos aspectos eran fascistas, pero eran el baluarte contra la caída de la democracia. La comparación más cercana que se puede dibujar en términos de nuestro propio ejército de hoy es pensar en los espartanos con capa de color rojo como si fueran nuestras Fuerzas de Operaciones Especiales. Son estos personajes casi sobrehumanos, con una tremenda ética guerrera, que eran, sin duda, los mejores luchadores en Grecia. Yo no quería hacer Esparta en términos demasiado precisos, porque en última instancia sí quiero que apoyes a los espartanos. Yo no podía mostrarlos siendo tan crueles como ellos realmente eran. Los hice tan crueles como pensaba que un público moderno podía soportar.
Frank Miller

## Formato
Cada página fue originalmente ilustrada en un formato de página doble. Cuando la serie fue publicada en formato de tapa dura, se mantuvo el formato, de manera que cada página era dos veces más ancha que una historieta normal.

## Publicaciones
En España fue publicado por Norma Editorial (ISBN 84-8431-028-0), En abril de 2007,la publicó Editorial Vid en México, mientras que en Argentina fue editada por Gárgola Ediciones en 2005 y fue reeditada en mayor tamaño por Editorial Ivrea en Febrero de 2017 Archivado el 7 de marzo de 2017 en Wayback Machine..

## Premios
En 1999 obtuvo los premios Harvey a la Mejor Serie y Mejor Color y los Eisner a la Mejor Serie Limitada y Mejor Color, así como el de Mejor Autor Completo (Best Writer/Artist) para Frank Miller.

## Adaptaciones
La historieta fue adaptada al cine por Zack Snyder y protagonizada por Gerard Butler. Fue estrenada el 29 de marzo de 2007, siendo la segunda película más taquillera del año por detrás de Piratas del Caribe: en el fin del mundo.

## La Historia en la historia
Si bien es una obra de ficción, con muchas licencias reconocidas y explicitadas por su mismo autor, 300 puede ser una buena herramienta para acercarnos a la compleja cultura de un Estado único en la historia de Grecia, como lo fue Esparta. Desde el "laconismo" —vocablo que proviene justamente de la tradición espartana de hablar poco y con mucho sentido, que marida muy bien con el estilo de Miller— hasta la controversia que desató por sus diversas lecturas políticas (ver más arriba), esta obra, con sus licencias y todo, retrata muchos aspectos de esta singular cultura griega.
Esparta no era una polis tradicional, y algunos historiadores ni siquiera la consideran como tal; no tenía un verdadero centro urbano, consistiendo en 5 aldeas que poseían un territorio bastante superior en extensión y calidad al de los demás Estados griegos, lo que a su vez le permitía sostener su ideal de autarquía y aislarse  del exterior, excepto en caso de guerra. No había fortificaciones ni murallas protegiendo sus poblados, y cuentan que cuando los visitantes los interrogaban por esa inédita característica, los espartanos respondían: “El pecho de nuestros ciudadanos es la mejor muralla”.
Pero el aspecto más original de Esparta es como se hallaban combinados los diversos elementos de la sociedad para converger en la creación de una casta aristocrática de guerreros profesionales. Así era el único Estado griego que se atribuía el papel de educador de sus miembros, por considerar que ello era fundamental para su propia supervivencia: una vez que dispuso su territorio, Esparta solamente se centró en la defensa del mismo, y a la vez, esta  aristocracia militar también debía cuidarse de las tribus que tenía sirviéndolos: los llamados ilotas. Los ilotas eran ocupantes "indígenas" de las tierras sometidos por los espartanos; no eran esclavos ni eran tratados como mercancía, y tampoco se los separaban a sus familias, pero sí estaban obligados desde su nacimiento a cultivar y a hacer todas las tareas más "mundanas" de sus señores guerreros, quienes gracias a esto podían presumir (tal y como lo hacen en el cómic) que "su único trabajo" era la guerra, y de allí su reconocida excelencia en esa faceta. Sin embargo, también debían cuidarse constantemente de sus siervos, quienes los superaban ampliamente en número; por eso vivían permanentemente armados y prohibían a los ilotas el contacto con las armas.
Ya desde su nacimiento, los espartanos eran "seleccionados" y no se admitía en ellos ningún problema físico, y los bebes que no cumplían sus requisitos eran sacrificados. A los 7 años los hijos varones de los espartanos eran separados de sus padres y recluidos en barracas para recibir un constante y riguroso entrenamiento. Los hombres vivían acuartelados, formándose y entrenando para la guerra. Sus comidas eran grupales junto a una mesa común y hacían de la frugalidad un valor. Se llamaban a sí mismos, a su clase, los «homoioi» ("los iguales"). Claro que no todos eran "iguales" sin más, ya que Esparta tenía una diarquía o gobierno de dos reyes, y algunos historiadores especulan que uno de ellos tenía funciones religiosas, mientras que el otro se encarga de las militares, aunque esto no se ha podido determinar fehacientemente.
También estaban los 300 «Koroi», que eran elegidos entre los guerreros jóvenes y formaban una guardia de honor de los reyes; por supuesto, estos son los mismos 300 soldados que en el cómic Leónidas lleva "de paseo" a las Termópilas y dan título a la obra. Fallar en la batalla, o tener miedo en ella los rebajaba a la clase «tresantes» ("los que habían temblado") y los condenaba al ostracismo social. Asimismo, la derrota en el campo de batalla solo merecía la muerte y era deshonroso sobrevivir a una derrota, como se refleja en las palabras de la mujer de Leónidas a su esposo antes de partir hacia las Termópilas: "Vuelve con tu escudo o sobre él" (a los guerreros caídos en batalla se los traía sobre sus escudos). A propósito de las mujeres, y como también se ve en el cómic, ellas tenían un estatus distinto al que tenían las ciudadanas en toda la Grecia antigua: eran muy respetadas por sus maridos porque eran ellas quienes se hacían cargo de la casa familiar ante la ausencia casi permanente de sus maridos en sus hogares.